# Proteosyntéza

Zjednodušené schéma transkripce a translace při proteosyntéze v buňce

Proteosyntéza je metabolický proces v buňce, při kterém se z aminokyselin tvoří bílkoviny (polypeptidy, proteiny).
Proteosyntéza se skládá ze dvou kroků. V prvním dochází k přepisu (transkripci) části genetického kódu z DNA (DeoxyriboNucleic Acid - deoxyribonukleová kyselina) do mRNA (messenger RNA, informační RNA). V druhém kroku dochází k překladu (translaci) kódu z mRNA do tRNA (transformační nebo přenosová RNA) a k tvorbě primární struktury bílkovin z aminokyselin. V lidských buňkách probíhá transkripce v buněčném jádru a translace na ribozomech.
Instrukce, jak tvořit molekuly bílkoviny z aminokyselin, je uložena v genech řetězce DNA. Geny jsou základní jednotkou dědičnosti a část z nich obsahuje kód pro tvorbu bílkovin, proto se nazývají kódující geny. Ty jsou v DNA tvořeny kodóny (triplety - trojice bází), které odpovídají vždy jedinému druhu aminokyseliny. Bílkovina je pak při proteosyntéze vytvářena z aminokyselin, které se vážou do peptidických řetězců v pořadí, které odpovídá sledu kodónů v DNA.
Na výstavbě bílkovin se podílí dvacet aminokyselin, které se nazývají proteinogenní aminokyseliny. Dělí se na ty, které si člověk nedokáže syntetizovat (esenciální nebo nepostradatelné) a aminokyseliny, které si člověk sám vytváří a nemusí je tedy přijímat v potravě (neesenciální nebo postradatelné). Spojením více než 10 aminokyselin vznikají polypeptidy a spojením více než 100 aminokyselin vznikají bílkoviny.

## První krok - transkripce

Animace transkripce a translace

Transkripce (přepis) je proces, při němž je podle genetické informace tedy sledu kodónů zapsaných v části řetězce DNA vytvářen řetězec mRNA. U většiny vyšších organizmů (eukaryota) probíhá v buněčném jádře, u bakterií se odehrává volně v cytoplazmě. Transkripce probíhá u všech známých organizmů včetně virů.
Pro průběh transkripce je důležitý enzym RNA polymeráza, který je schopný podle vzoru DNA vyrábět kopie v podobě mRNA . Nejdříve se rozplete část dvoušroubovice DNA, která se skládá z jednotlivých kódujících genů. Enzym RNA polymeráza se naváže na začátek genu a začne na nukleotidy DNA připojovat komplementární nukleotidy mRNA. Když se do mRNA přepíše celý gen, jednořetězcová lineární molekula RNA se odpojí a putuje k ribozomu, kde z ní v procesu translace vzniká bílkovina.

## Druhý krok - translace
Translace (překlad) je proces, který se skládá ze tří kroků: iniciace, elongace a terminace. Po připojení mRNA k ribozomu dojde k postupnému přiřazování jednotlivých aminokyselin podle kodónu - pořadí trojic bází v mRNA. Toto napojování probíhá pomocí iniciace molekulou tRNA (transferová nebo přenosová RNA), která je přítomna společně s aminokyselinami v ribozomu.
Ribozom je ribonukleoprotein nacházející se ve velkém množství v cytoplazmě všech známých buněk, u eukaryot také na povrchu hrubého endoplazmatického retikula. Jeho funkcí je syntéza bílkovin, podle instrukcí obsažených v řetězci mRNA, která probíhá v malé a velké ribozomální podjednotce.
Iniciace
Translace je zahájena iniciační tRNA, která nese methionin. Ta se naváže na malou ribozomální podjednotku a začne pomalu projíždět molekulu mRNA od 5' konce. Jakmile objeví iniciační sekvenci AUG, naváže se a translace začíná. Na kodón mRNA se vodíkovými vazbami váže antikodón molekuly transferové tRNA, která je pro každou aminokyselinu specifická. Trojice nukleotidových jednotek antikodónu tRNA musí být doplňková (komplementární) k nukleotidovému tripletu mRNA. Pohybem ribozómů po vláknu mRNA se postupně vážou další molekuly tRNA přinášející aminokyseliny.
Elongace
Za tuto část translace je zodpovědná zejména velká ribozomální podjednotka. Molekula tRNA, která se naváže na příslušný kodón mRNA, současně přebírá již vytvořenou část peptidického řetězce z molekuly předcházející tRNA. Váže jej peptidickou vazbou se svou aminokyselinou za vzniku polypeptidového vlákna, který je základem budoucí bílkoviny.
Terminace
Objeví-li se na vláknu mRNA takový kodón, pro který neexistuje komplementární antikodón tRNA, ukončí se tvorba bílkovinného řetězce a řetězec se z ribozómu uvolní. Vzniklé polypeptidové vlákno může být dále v buňce upravováno na požadovanou bílkovinu zejména pomocí posttranslačních modifikací.

## Endoplazmatické retikulum
Endoplazmatické retikulum (ER) je soustava vzájemně propojených miniaturních membránových cisteren a kanálků v cytoplazmě většiny eukaryotních buněk. Zvětšuje vnitřní povrch buňky a dělí se na drsné ER, na jehož vnějším povrchu jsou přisedlé ribozomy, a hladké ER bez přisedlých ribozomů.
Drsná část endoplazmatického retikula se specializuje na syntézu některých bílkovin a procesy s tím související, jako je skládání těchto proteinů a jejich oligomerizace či navěšování jistých cukerných zbytků na tyto bílkoviny. 
Část drsného endoplazmatického retikula s ribozomy je specializována pro tvorbu mimobuněčných nebo transmembránových proteinů (různé iontové kanály či receptory), které se zabudují do vnitřku membrán (sekreční granula, lysozomy). Naopak volné ribozomy se podílejí především na tvorbě cytosolických proteinů. K proteosyntéze však dochází i v semiautonomních organelách (mitochondrie).

## Inhibice proteosyntézy
Silný inhibiční vliv na proces proteosyntézy mají především některá antibiotika. Tento vliv se využívá v běžné lékařské praxi. Antibiotika brzdí proteosyntézu v mikroorganismech a zabraňují tak jejich dalšími růstu. Využívá se toho k léčení mnoha chorob vyvolaných mikroorganismy.